# Alexander Werth
Pour les articles homonymes, voir Werth.
Alexander Werth, né le 4 février 1901 à Saint-Pétersbourg et mort le 5 mars 1969 à Paris, est un journaliste et correspondant de guerre britannique d'origine russe. Sa famille avait fui au Royaume-Uni après la révolution russe.

## Biographie
Alexander Werth quitte Saint-Pétersbourg pour suivre son père en exil en Grande-Bretagne après la Révolution de 1917. Il fait des études de journalisme à l'université de Glasgow.
En mai 1940, il se trouve à Paris en tant que correspondant de guerre. Il tient également un journal dont il fera un livre relatant les derniers jours de Paris avant l'entrée des troupes nazies. Il décrit notamment les états d'âme de la classe politique française qui ont conduit à la débâcle de l'armée française.
Dans l'entre-deux-guerres, Werth écrit sur la France. Pendant la Seconde Guerre mondiale, il écrit sur la Russie, en particulier sur la bataille de Stalingrad et le siège de Léningrad. Il est sur place le correspondant de la BBC.
En 1944, il fait partie du groupe de journalistes qui visite le camp de Majdanek après sa découverte par l'Armée rouge.
Il est le correspondant du Guardian à Moscou de 1941 à 1948. Il doit quitter l'URSS en 1948.
L'historien français Nicolas Werth, spécialiste de l'Union soviétique, est son fils.

## Livres traduits en français
- Scandale musical à Moscou : la « Jdanovschina » en musique, 1948, Tallandier, 2010.
- Leningrad, 1943, Tallandier, 2010.
- La Russie en guerre. Tome 1, La patrie en danger, 1941-1942, Tallandier, coll. « Texto », 2011.
- La Russie en guerre. Tome 2, De Stalingrad à Berlin, 1943-1945, Tallandier, coll. « Texto », 2011.
- La Russie en guerre : 1941-1942 : la Wehrmacht à l'assaut, L'encyclopédie contemporaine, Éditions Stock, Paris, 1967
- Stalingrad, 1942, Fayard, 2013.
- Les derniers jours de Paris, Slatkine & Compagnie, 2017.
- L'Été noir de 42, Fayard, 2022.

## Livres non-traduits
- France in Ferment, Londres, Jarrolds, 1934
- The Destiny of France, Londres, Hamish Hamilton, 1937
- France and Munich : Before and After the Surrender, Londres, Hamish Hamilton, 1939